# Wydział Prawa Uniwersytetu Jana Kazimierza we Lwowie
Wydział Prawa Uniwersytetu Jana Kazimierza we Lwowie – wydział w ramach Uniwersytetu Jana Kazimierza we Lwowie, istniejący w okresie II Rzeczypospolitej i stanowiący kontynuację Wydziału Prawa Uniwersytetu Lwowskiego.

## Struktura
W II Rzeczypospolitej istniało kilkanaście zakładów naukowych powiązanych z katedrami. W 1919 w budżecie przewidzianych było 27 katedr, z czego 14 wakowało (wykładali z nich zastępcy profesorów). W roku akademickim 1922/1923 na wydziale przewidywano w budżecie 25 katedr zwyczajnych i 3 nadzwyczajne, kilka pozostawało nieobsadzonych. W roku akademickim 1938/1939 na wydziale istniało 16 zakładów naukowych, a przy wydziale działały studia specjalistyczne: Dyplomatyczne, Ekonomiczne oraz Administracyjno-Skarbowe. Działał też Kurs Prawa Lotniczego, który zorganizował i kierował nim prof. Tadeusz Bigo (w 1937 zainaugurowano drugą edycję).
Wśród wykładowców byli najwybitniejsi polscy uczeni prawa, często dobrze znani poza granicami kraju, którzy reprezentowali wszystkie gałęzie prawa:
- w dziedzinie historii prawa:
  - Przemysław Dąbkowski, trzykrotny dziekan Wydziału Prawa Uniwersytetu Lwowskiego, opracował pierwszą nowoczesną syntezę historii polskiego prawa cywilnego (Prawo prywatne polskie, 1910-1911, 2 tomy); praca ta stanowiła przez długi czas jedyne syntetyczne opracowanie tej tematyki,
  - Alfred Halban – rektor Uniwersytetu Lwowskiego,
  - Karol Koranyi – rektor Uniwersytetu Toruńskiego,
- w dziedzinie prawa kanonicznego:
  - Władysław Abraham – rektor Uniwersytetu Lwowskiego, zorganizował badania w archiwum watykańskim nad źródłami związanymi z Polską. Brał udział w komisji ministerialnej przygotowującej projekt konkordatu między Rzecząpospolitą Polską i Stolicą Apostolską, współtworzył polskie prawo małżeńskie,
  - Leon Halban – autor prac Religia w Trzeciej Rzeszy (1936) oraz Mistyczne podstawy narodowego socjalizmu (1946); w tej drugiej pracy wskazuje na dwojakie korzenie nazizmu, jako będącego w opozycji zarówno do katolicyzmu, jak i racjonalizmu,
  - Leszek Winowski – prorektor Wydziału Prawa Uniwersytetu Wrocławskiego i Katolickiego Uniwersytetu Lubelskiego,
- w dziedzinie prawa rzymskiego:
  - Marceli Chlamtacz – dziekan Wydziału Prawa Uniwersytetu Lwowskiego, wiceprezydent Lwowa, badał możliwości wykorzystania prawa rzymskiego w prawodawstwie współczesnym,
  - Wacław Osuchowski – kierownik Katedry Prawa Rzymskiego Uniwersytetu Lwowskiego,
  - Leon Piniński – rektor Uniwersytetu Lwowskiego, dyplomata, kolekcjoner i historyk sztuki,
- w dziedzinie prawa konstytucyjnego:
  - Stanisław Starzyński – rektor Uniwersytetu Lwowskiego, pierwszy w historii polskiego prawa kierownik pierwszej samodzielnej katedry prawa politycznego (konstytucyjnego) na ziemiach polskich, przyczynił się w 1909 r. do rozszerzenia autonomii Galicji poprzez ustawę nazwaną jego imieniem (lex Starzyński), brał udział w pracach nad projektem konstytucji dla Polski, ogłosił autorski projekt reformy konstytucji. W II RP cieszył się zasłużoną opinią najwybitniejszego znawcy prawa konstytucyjnego, opublikował wiele fundamentalnych dzieł z zakresu prawa konstytucyjnego,
  - Antoni Wereszczyński – rektor Politechniki Lwowskiej,
- w dziedzinie prawa narodów:
  - Karol Bertoni – kierownik Ministerstwa Spraw Zagranicznych
  - Ludwik Ehrlich – sędzia ad hoc Stałego Trybunału Sprawiedliwości Międzynarodowej w Hadze, opracował pierwszy polski podręcznik prawa międzynarodowego publicznego (Prawo narodów, 1927)
  - Zenon Wachlowski – Prezes Towarzystwa Biblioteki Słuchaczy Prawa UJK,
- w dziedzinie prawa administracyjnego:
  - Tadeusz Bigo – organizator Kursu Prawa Lotniczego przy Uniwersytecie Lwowskim, twórca klasycznej definicji samorządu terytorialnego,
  - Zbigniew Pazdro – dziekan Wydziału Prawa Uniwersytetu Lwowskiego,
- w dziedzinie prawa karnego:
  - Ludwik Dworzak – sędzia Sądu Apelacyjnego we Lwowie,
  - Zdzisław Papierkowski – prorektor Katolickiego Uniwersytetu Lubelskiego,
  - Juliusz Makarewicz – główny autor kodyfikacji polskiego prawa karnego – kodeksu karnego z 1932 roku, określanego w doktrynie jako Kodeks Makarewicza,
- w dziedzinie prawa cywilnego:
  - Roman Longchamps de Bérier – rektor Uniwersytetu Lwowskiego, twórca kodeksu zobowiązań z 1933, którego liczne przepisy w dosłownym brzmieniu obowiązują we współczesnym kodeksie zobowiązań, jeden z najwybitniejszych cywilistów polskich w historii,
  - Kazimierz Przybyłowski – członek Komisji Kodyfikacyjnej RP, ostatni dziekan Wydziału Prawa Uniwersytetu Lwowskiego, kierownik Tajnego Wydziału Prawa Uniwersytetu Jana Kazimierza podczas okupacji,
  - Ernest Till – wiceprezes Komisji Kodyfikacyjnej RP, twórca lwowskiej szkoły prawa prywatnego,
- w dziedzinie prawa handlowego:
  - Aleksander Doliński – rektor Wyższej Szkoły Handlu Zagranicznego, kierownik Sekcji Prawa Handlowego Komisji Kodyfikacyjnej RP, od 1930 kierownik Studium Sądowego na Wydziale Prawa UJK
  - Mieczysław Honzatko – członek Komisji Kodyfikacyjnej RP gdzie przez wiele lat prowadził protokół Kodeksu Handlowego,
  - Roman Zbigniew Piotrowski – znawca prawa handlowego i międzynarodowego,
- w dziedzinie prawa cywilnego procesowego:
  - Maurycy Allerhand – członek Komisji Kodyfikacyjnej RP i Trybunału Stanu,
  - Władysław Mikuszewski – sędzia Sądu Apelacyjnego we Lwowie,
  - Kamil Stefko – członek Komisji Kodyfikacyjnej II RP i Trybunału Konstytucyjnego,
  - Marian Waligórski – kierownik Katedry Postępowania Cywilnego na Wydziale Prawa i Administracji Uniwersytetu Jagiellońskiego,
- w dziedzinie ekonomii społecznej:
  - Leopold Caro – przyczynił się do ukształtowania i rozwoju ruchu ekonomistów polskich,
  - Hipolit Gliwic – wicemarszałek Senatu,
  - Stanisław Głąbiński – rektor Uniwersytetu Lwowskiego, wicepremier II RP,
  - Stanisław Grabski – poseł, minister, autor ustaw,

Oprócz studium ogólnego prawa od 1930 r. na Wydziale Prawa Uniwersytetu Jana Kazimierza istniały trzy rodzaje studiów
specjalistycznych: Studium Dyplomatyczne, Studium Ekonomiczno-Administracyjne i Studium Sądowe (od 1930, kierownicy prof. Aleksander Doliński, prof. Roman Longchamps de Bérier). W 1936 r. Studium Ekonomiczno-Administracyjne zostało podzielone na Studium Ekonomiczne i Studium Administracyjno-Skarbowe. Były one dwu lub trzyletnimi studiami uzupełniającymi powiązanymi z odpowiednimi katedrami. Absolwenci tychże uzyskiwali stopnie magistra właściwych nauk, w tym magistra nauk dyplomatycznych.
Wyjątkiem było Studium Dyplomatyczne UJK dostępne było także dla studentów z innych wydziałów UJK, a także osób spoza uniwersytetu. Studium to rozwinęło też najszerszą działalność.
Na mocy uchwały Rady Wydziału Prawa UJK z 20 czerwca 1936 r. przy Wydziale Prawa UJK powołano Kurs Prawa Lotniczego, kierowany przez prof. tyt. Tadeusza Bigo. Działał on od października 1936 r. do wybuchu II wojny światowej. Był to jedyny w Polsce ośrodek kształcący w dziedzinie prawa lotniczego.
Ostatnim polskim profesorem na Wydziale Prawa Uniwersytetu Lwowskiego był Juliusz Makarewicz, który wykładał na uczelni do 1954 roku.

## Dziekani
- 1918-1919: prof. Stanisław Starzyński
- 1919-1920: prof. Juliusz Makarewicz
- 1920-1921: prof. Przemysław Dąbkowski
- 1921-1922: prof. Aleksander Doliński
- 1922-1923: prof. Zbigniew Pazdro
- 1923-1924: prof. Roman Longchamps de Bérier
- 1924-1925: prof. Zbigniew Pazdro
- 1925-1926: prof. Przemysław Dąbkowski
- 1926-1929: prof. Kamil Stefko
- 1929-1932: prof. Roman Longchamps de Bérier
- 1932-1934: prof. Zbigniew Pazdro
- 1934-1937: prof. Ludwik Ehrlich
- 1937-1939: prof. Kazimierz Przybyłowski[2][5])